# Друштво (ТВ серија)
Друштво (енгл. The Society) америчка је телевизијска серија коју је створио Кристофер Кејсер за Netflix. Иако првобитно обновљена за другу сезону, отказана је након једне сезоне због пандемије ковида 19.

## Радња
Друштво прати причу о групи тинејџера који морају научити да воде своју заједницу након што остатак становништва њиховог града нестане. Мистерија почиње када се ученици локалне средње школе превремено врате са отказаног излета и открију да су сви остали нестали. Око града се појављује густа шума, а спољашњи свет наизглед више не постоји и не може се контактирати телефоном или путем интернетом. Тинејџери морају да смисле своја правила да би преживели са ограниченим ресурсима.

## Улоге
| Глумац            | Улога            |
| ----------------- | ---------------- |
| Кетрин Њутон      | Али Пресман      |
| Гидеон Адлон      | Бека Гелб        |
| Шон Берди         | Сем Елиот        |
| Наташа Љу Бордицо | Хелена           |
| Жак Колимон       | Вил Леклер       |
| Оливија Дејонг    | Ел Томкинс       |
| Алекс Фицалан     | Хари Бингам      |
| Кристин Фросет    | Кели Олдрич      |
| Хосе Хулијан      | Горди            |
| Алекс Макникол    | Лук              |
| Тоби Волас        | Кембел Елиот     |
| Рејчел Келер      | Касандра Пресман |

## Епизоде
| Бр. еп. | Наслов | Редитељ           | Сценариста                   | Премијера     |
| ------- | ------ | ----------------- | ---------------------------- | ------------- |
| 1       |        | Марк Веб          | Кристофер Кејсер             | 10. мај 2019. |
| 2       |        | Марк Веб          | Кристофер Кејсер             | 10. мај 2019. |
| 3       |        | Тара Никол Вејр   | Рејчел Сидни Алтер           | 10. мај 2019. |
| 4       |        | Стејси Пасон      | Емили Бесинџер               | 10. мај 2019. |
| 5       |        | Хаифа ел Мансур   | Ана Фишко и Кристофер Кејсер | 10. мај 2019. |
| 6       |        | Меган Грифитс     | Кристофер Кејсер и Ана Фишко | 10. мај 2019. |
| 7       |        | Патрисија Кардозо | Ки Нгујен                    | 10. мај 2019. |
| 8       |        | Рич Ли            | Мајли Мелој                  | 10. мај 2019. |
| 9       |        | Брет Сајмон       | Ана Фишко                    | 10. мај 2019. |
| 10      |        | Марк Веб          | Кристофер Кејсер             | 10. мај 2019. |